# Булашевич, Юрий Петрович
Юрий Петрович Булашевич (28 июня [11 июля] 1911 года, Нижний Новгород, Российская империя — 9 июля 1999, Екатеринбург, Россия) — советский и российский геофизик, автор трудов по геофизическим методам разведки полезных ископаемых, один из создателей теории нейтронного каротажа и метода вызванной поляризации. Основатель и первый директор Института геофизики УФАН СССР. Член-корреспондент АН СССР (1977) и РАН (1991).

## Биография
Родился в Нижнем Новгороде в семье служащего.
В 1929 году окончил девятилетнюю школу, после чего начал подготовку к экзаменам для поступления на химический факультет Нижегородского университета, одновременно подрабатывая в коллективе электромонтажников. После успешной сдачи вступительных экзаменов был зачислен на естественное отделение педагогического факультета, однако вскоре бросил учёбу ввиду незаинтересованности в этой профессии и около года проработал электромонтёром. Вскоре руководство предприятия решило командировать Булашевича на учебу в Электромашиностроительный институт имени Каган-Шабшая. Отправившись на почту выслать необходимые для поступления бумаги, он заметил объявление о наборе студентов в Казанский университет и, недолго думая, решил подать документы не в Москву, а в Казань. Вскоре пришло уведомление о зачислении, но не на физическую специальность, о которой грезил Юрий Петрович, а на астрономо-геодезическую. Булашевич выслал в университет письмо с отказом, настаивая на принятии студентом именно на физическое направление, и вскоре пришло вторичное извещение о зачислении его на «физику».
После первого курса университета Юрий Петрович был направлен на московский завод «Изолит» для прохождения месячной практики, а по её завершении продолжил работу на предприятии в должности техника. На пятом курсе для прохождения преддипломной практики выбрал кафедру теоретической физики МГУ, где занялся изучением электронной теории металлов. 30 июня 1935 года на Совете физико-математического факультета Казанского университета Юрий Булашевич защитил дипломную работу на «отлично», и ему было присвоено звание младшего научного сотрудника и ассистента по физике. По окончании вуза молодой учёный был направлен в Свердловск в теоретический отдел Уральского физико-технического института.
В 1937 году Булашевич поступил в аспирантуру УФТИ и в июне 1940 года в Ленинградском политехническом институте защитил диссертацию на тему «Квантово-механическая теория упругих свойств металлов с кубической решёткой». 2 июля результаты защиты были утверждены, а Юрию Петровичу присвоена степень кандидата физико-математических наук.

## Награды
- Орден Трудового Красного Знамени (29.04.1963) — за успехи, достигнутые в развитии геологоразведочных работ, открытии и разведке месторождений полезных ископаемых